# Everybody's Got the Right to Love
Everybody's Got the Right to Love è un singolo del gruppo vocale femminile statunitense The Supremes, pubblicato nel 1970 dalla Motown.
Il brano, inserito nell'album Right On, è stato scritto da Lou Stallman e prodotto da Frank Wilson.

## Tracce
- 7"

1. Everybody's Got the Right to Love
2. But I Love You More

## Formazione
- Jean Terrell - voce, cori
- Mary Wilson - cori
- Cindy Birdsong - cori
- The Funk Brothers - gruppo